# Claudemir Domingues de Souza
Claudemir Domingues de Souza, kendt som Claudemir (født 27. marts 1988) er en brasiliansk fodboldspiller, der spiller for Club Brugge i Belgien. Han har tidligere spillet for den brasilianske klub São Carlos og hollandske Vitesse Arnhem.
Den 20. juni 2010 underskrev han en 5-årig kontrakt med F.C. København. Den 2. november 2010 scorede han FCK's enlige mål i UEFA Champions League-kampen mod FC Barcelona, som endte 1-1 i Parken.
Claudemir skiftede i januar 2015 til belgiske Club Brugge.
Spiller for det tyrkiske fodboldklub, Sivasspor.